# Hyposoter luctus
Hyposoter luctus là một loài tò vò trong họ Ichneumonidae.